# Раковые деревни в Китае
Раковые деревни в Китае (иер. 癌症村) — деревни, расположенные в окрестностях промышленных предприятий и возле загрязнённых водоемов Китая.
Уровень распространения онкологических заболеваний в таких населённых пунктах значительно превышает средний по стране. Их число, по разным оценкам, колеблется от 247 до свыше 400 в 27 провинциях Китая.

## Признание
Действия блогеров в Китае и по всему миру заставили правительство КНР признать существование «раковых деревень». Министерство защиты окружающей среды КНР обнародовало «План 12-й пятилетки по предотвращению рисков для окружающей среды, связанных с химической продукцией».
Третья часть всех промышленных вод химической промышленности КНР сбрасывается в водоёмы без предварительной очистки.
Профессор Се Тянь из Школы бизнеса при Университете Южной Каролины (США) относится скептически к обнародованным китайским министерством планам. По его мнению, при нынешнем правящем режиме полномочия и роль Министерства защиты окружающей среды «довольно незначительные». Также он отметил, что законы о защите охраны окружающей среды в Китае не работают.